# Richtlinie (EU) 2016/943 (Schutz von Geschäftsgeheimnissen)
Durch die Richtlinie zum Schutz von Geschäftsgeheimnissen (Richtlinie (EU) 2016/943, engl.: Trade Secrets Directive) sollen vertrauliches Know-how und vertrauliche Geschäftsinformationen (Geschäftsgeheimnisse) vor unrechtmäßigem Erwerb geschützt werden.

## Geschichte
Bereits mit der Richtlinie 2004/48/EG wurde der Schutz des geistigen Eigentums unionsrechtlich geregelt. Diese Richtlinie 2004/48/EG geht der Richtlinie (EU) 2016/943 als lex specialis vor.
Die Richtlinie zum Schutz von Geschäftsgeheimnissen ergänzt somit den Schutz aus der RL 2004/48/EG.

## Ziele und Zweck der Richtlinie
Hauptziel und Zweck der Richtlinie (EU) 2016/943 ist es, einen reibungslos funktionierenden Binnenmarkt für Forschung und Innovation zu erreichen, indem Maßnahmen, Verfahren und Rechtsbehelfe zum Schutz von Geschäftsgeheimnissen geschaffen werden, um insbesondere vor dem rechtswidrigen Erwerb und der rechtswidrigen Nutzung und Offenlegung eines Geschäftsgeheimnisses abschrecken.
Dies ist erforderlich, weil die Investitionen von Unternehmen und nicht kommerzielle Forschungseinrichtungen in den Erwerb, die Entwicklung und die Anwendung von Know-how und Informationen einen Wettbewerbsvorteil bedeuten und diese Investition in die Schaffung und Anwendung intellektuellen Kapitals ein bestimmender Faktor für die Wettbewerbsfähigkeit ist und den Markterfolg der Unternehmen durch Innovation und damit ihre Rendite, die letztlich die Motivation für ihre Forschungs- und Entwicklungstätigkeiten darstellt. In verschiedenen Konstellationen ist es jedoch diesen Unternehmen nicht möglich, den erforderlichen Schutz z. B. durch Patente, Markenschutz etc. zu gewährleisten, sondern muss durch den Schutz der Geschäftsgeheimnisse bereits vorgesorgt werden können.
Die Richtlinie (EU) 2016/943 darf nicht dazu genutzt werden, nicht legitime, mit den Zielen dieser Richtlinie unvereinbare Absichten zu verfolgen. Gerichte müssen daher gemäß der Richtlinie die Befugnis haben, angemessene Maßnahmen gegenüber Antragstellern zu treffen, die missbräuchlich oder unredlich handeln und offensichtlich unbegründete Anträge stellen, beispielsweise zu dem Zweck, den Marktzugang des Antragsgegners in unbilliger Weise zu verzögern oder zu beschränken oder ihn auf andere Weise einzuschüchtern oder ihm Schwierigkeiten zu bereiten.

## Einschränkung der Richtlinie
Die Richtlinie (EU) 2016/943 darf nicht dazu dienen, die Grundrechte und Grundfreiheiten oder das Gemeinwohl, etwa die öffentliche Sicherheit, den Verbraucherschutz, die öffentliche Gesundheit und den Umweltschutz, zu gefährden oder zu untergraben und darf auch die Mobilität der Arbeitnehmer (Arbeitnehmerfreizügigkeit) nicht beeinträchtigen oder das Recht auf Achtung des Privat- und Familienlebens und den Schutz der personenbezogenen Daten aller Personen. Ebenso ist der Geheimhaltungsschutz zu verweigern, wenn höherrangige Interessen, z. B. die Meinungsfreiheit, Informationsfreiheit, Pressefreiheit etc. dies erfordern oder durch die Aufdeckung des Geschäftsgeheimnisses z. B. eine illegale Tätigkeit (z. B. durch Whistleblowing) aufgedeckt wird.
Die Richtlinie kann nicht von Unternehmen dazu verwendet werden, gegenüber der Öffentlichkeit oder staatlichen Stellen Informationen zurückzuhalten, die aufgrund gesetzlicher Bestimmungen zu veröffentlichen oder bereitzustellen sind.
Die Richtlinie (EU) 2016/943 kann auch nicht dazu genutzt werden, Exklusivrechte an als Geschäftsgeheimnis geschütztem Know-how oder als solchem geschützten Informationen begründen. Unabhängige Entdeckung desselben Know-hows oder derselben Informationen sollen weiterhin möglich bleiben. Das Reverse Engineering bei einem rechtmäßig erworbenen Produkt ist weiterhin ein rechtlich zulässiges Mittel zum Erwerb von Informationen, wenn nicht vertraglich etwas anderes vereinbart wurde.
Die Richtlinie (EU) 2016/943 lässt auch die Anwendung der Wettbewerbsvorschriften, insbesondere der Artikel 101 und Artikel 102 AEUV unberührt und dürfen auch die in dieser Richtlinie vorgesehenen Maßnahmen, Verfahren und Rechtsbehelfe (…) nicht dazu verwendet werden, den Wettbewerb entgegen den Vorschriften des AEUV in unzulässiger Weise einzuschränken.

## Erforderlichkeit der Richtlinie
Die Richtlinie wurde erforderlich, weil der in den Mitgliedstaaten vorgesehene rechtliche Schutz von Geschäftsgeheimnissen nicht überall in der Union gleichermaßen geschützt war, was eine Fragmentierung des Binnenmarkts in diesem Bereich und eine Schwächung des allgemeinen Abschreckungseffekts der einschlägigen Vorschriften zur Folge hatte.
Die Regelungen der Richtlinie (EU) 2016/943 hindert die Mitgliedstaaten nicht daran, einen weitergehenden Schutz vor rechtswidrigem Erwerb oder vor rechtswidriger Nutzung oder Offenlegung von Geschäftsgeheimnissen vorzuschreiben, sofern die in dieser Richtlinie ausdrücklich festgelegten Regelungen zum Schutz der Interessen anderer Parteien eingehalten werden.

## Geltungsbereich der Richtlinie

### Räumlicher Geltungsbereich
Der Geltungsbereich der Richtlinie (EU) 2016/943 zum Schutz von Geschäftsgeheimnissen erstreckt sich auf die Unionsmitgliedstaaten und die anderen Mitgliedstaaten des EWR.

### Personeller Geltungsbereich
Die Bestimmungen der Richtlinie (EU) 2016/943 zum Schutz von Geschäftsgeheimnissen erstreckt sich auf alle Personen, unabhängig von deren Herkunft oder Sitz.

### Sachlicher Geltungsbereich
Verpönt ist, da es sich zum Schutz von Geschäftsgeheimnissen um ein relatives Recht handelt (kein absolutes wie z. B. beim Recht auf geistiges Eigentum), lediglich die unlautere bzw. unredliche Aneignung oder Verwertung von Geschäftsgeheimnissen. Die Richtlinie (EU) 2016/943 unterscheidet deswegen in Artikel 3 und 4 im Hinblick auf den Erwerb, die Nutzung und die Offenbarung von Geschäftsgeheimnissen, ob diese rechtmäßig oder rechtswidrig erfolgt bzw. erlangt wird.

## Definition Geschäftsgeheimnis
Nach Artikel 2 der Richtlinie (EU) 2016/943 ist ein „Geschäftsgeheimnis“:
- Informationen, die in dem Sinne geheim sind, dass sie weder in ihrer Gesamtheit noch in der genauen Anordnung und Zusammensetzung ihrer Bestandteile den Personen in den Kreisen, die üblicherweise mit dieser Art von Informationen umgehen, allgemein bekannt oder ohne weiteres zugänglich sind;
- Informationen, die  von kommerziellem Wert (sind), weil sie geheim sind;
- Informationen, die Gegenstand von den Umständen entsprechenden angemessenen Geheimhaltungsmaßnahmen durch die Person (sind), die die rechtmäßige Kontrolle über die Informationen besitzt;

Es sind zur Qualifizierung als Geschäftsgeheimnis alle oben genannten Kriterien zu erfüllen.

## Rechtsschutz
Die Richtlinie (EU) 2016/943 enthält einen recht umfangreichen Katalog an Rechtsschutzmaßnahmen, welcher von den Unionsmitgliedstaaten gewährleistet werden muss. Grundsätzlich ist der Schutz von Geschäftsgeheimnissen durch einfache aber wirksame und abschreckende zivilrechtliche Maßnahmen zu garantieren (Artikel 6 Richtlinie (EU) 2016/943).
Durch die Rechtsschutzmaßnahmen muss die Verhältnismäßigkeit gewährleistet und dürfen missbräuchliche Klagen nicht gefördert werden. Die Errichtung von Schranken für den rechtmäßigen Handel im Binnenmarkt muss vermieden werden (Artikel 7 Richtlinie (EU) 2016/943).
Die Verjährungsfristen dürfen höchstens sechs Jahre betragen (Artikel 8 Richtlinie (EU) 2016/943).
Im Gerichtsverfahren muss die Vertraulichkeit von Geschäftsgeheimnissen im Verlauf von Gerichtsverfahren und auch nach Abschluss des Gerichtsverfahrens durch alle daran beteiligte Personen gewahrt bleiben (Artikel 9 Abs. 1 Richtlinie (EU) 2016/943). Hierzu kann z. B.  (Artikel 9 Abs. 2 Richtlinie (EU) 2016/943)
- der Zugang zu Dokumenten, die Geschäftsgeheimnisse oder angebliche Geschäftsgeheimnisse enthalten, beschränkt werden,
- die Öffentlichkeit im Verfahren eingeschränkt werden,
- in Gerichtsurteilen Passagen gelöscht oder geschwärzt werden.

In jedem Fall ist jedoch das Recht auf einen wirksamen Rechtsbehelf und ein faires Verfahren zu gewährleisten (Artikel 9 Abs. 3 Richtlinie (EU) 2016/943).
Eine siegreiche Partei kann zum Schutz ihres Geschäftsgeheimnisses vom Gericht verlangen, dass es folgende gerichtliche Anordnungen und Abhilfemaßnahmen trifft (Artikel 12 Richtlinie (EU) 2016/943):
- Einstellung oder gegebenenfalls Verbot der Nutzung oder Offenlegung des Geschäftsgeheimnisses;
- Verbot des Herstellens, Anbietens, Vermarktens oder der Nutzung rechtsverletzender Produkte oder der Einfuhr, Ausfuhr oder Lagerung rechtsverletzender Produkte für diese Zwecke;
- geeignete Abhilfemaßnahmen hinsichtlich der rechtsverletzenden Produkte;
- die Vernichtung der Gesamtheit oder eines Teils der Dokumente, Gegenstände, Materialien, Stoffe oder elektronischen Dateien, die das Geschäftsgeheimnis enthalten oder verkörpern oder gegebenenfalls die Herausgabe der Gesamtheit oder eines Teils dieser Dokumente, Gegenstände, Materialien, Stoffe oder elektronischen Dateien an den Antragsteller;
- Rückruf der rechtsverletzenden Produkte vom Markt;
- die Beseitigung der rechtsverletzenden Qualität der rechtsverletzenden Produkte;
- die Vernichtung der rechtsverletzenden Produkte oder gegebenenfalls ihre Marktrücknahme unter der Voraussetzung, dass der Schutz des in Frage stehenden Geschäftsgeheimnisses durch diese Marktrücknahme nicht beeinträchtigt wird.

Diese Maßnahmen ergehen unbeschadet des etwaigen Schadensersatzes, der dem Inhaber des Geschäftsgeheimnisses möglicherweise aufgrund des rechtswidrigen Erwerbs oder der rechtswidrigen Nutzung oder Offenlegung des Geschäftsgeheimnisses zu zahlen ist (Artikel 12 Abs. 4 iVm Artikel 14 Richtlinie (EU) 2016/943). Ein Rechtsverletzer muss für einen rechtswidrigen Erwerb oder eine rechtswidrige Nutzung oder Offenlegung eines Geschäftsgeheimnisses dem Inhaber des Geschäftsgeheimnisses Schadensersatz leisten, der dem infolge des rechtswidrigen Erwerbs oder der rechtswidrigen Offenlegung oder Nutzung tatsächlich erlittenen Schaden angemessen ist (Artikel 14 Abs. 1 Richtlinie (EU) 2016/943).
Der Inhaber des Geschäftsgeheimnisses kann eine Veröffentlichung von Gerichtsentscheidungen verlangen (Artikel 15 Richtlinie (EU) 2016/943).

## Rechtsgrundlage
Der Erlass der Richtlinie (EU) 2016/943 wurde insbesondere auf Artikel 114 AEUV gestützt (Maßnahmen zur Angleichung von Rechts- und Verwaltungsvorschriften der Unionsmitgliedstaaten, welche die Errichtung und das Funktionieren des Binnenmarktes zum Gegenstand haben).
Die Richtlinie wurde vom Rat und dem Europäischen Parlament im Rahmen des ordentlichen Gesetzgebungsverfahrens erlassen.

## Aufbau der Richtlinie (EU) 2016/943
Die Richtlinie (EU) 2016/943 hat folgenden Aufbau:
- KAPITEL I (Gegenstand und Anwendungsbereich)
  - Artikel 1 (Gegenstand und Anwendungsbereich)
  - Artikel 2 (Begriffsbestimmungen)
- KAPITEL II (Erwerb, Nutzung und Offenlegung von Geschäftsgeheimnissen)
  - Artikel 3 (Rechtmäßiger Erwerb, rechtmäßige Nutzung und rechtmäßige Offenlegung von Geschäftsgeheimnissen)
  - Artikel 4 (Rechtswidriger Erwerb, rechtswidrige Nutzung und rechtswidrige Offenlegung von Geschäftsgeheimnissen)
  - Artikel 5 (Ausnahmen)
- KAPITEL III (Maßnahmen, Verfahren und Rechtsbehelfe)
  - Abschnitt 1 (Allgemeine Bestimmungen)
    - Artikel 6 (Allgemeine Verpflichtung)
    - Artikel 7 (Verhältnismäßigkeit und missbräuchliche Klagen)
    - Artikel 8 (Verjährungsfristen)
    - Artikel 9 (Wahrung der Vertraulichkeit von Geschäftsgeheimnissen im Verlauf von Gerichtsverfahren)

  - Abschnitt 2 (Vorläufige und vorbeugende Maßnahmen)
    - Artikel 10 (Vorläufige und vorbeugende Maßnahmen)
    - Artikel 11 (Anwendungsbedingungen und Schutzmaßnahmen)

  - Abschnitt 3 (Maßnahmen aufgrund einer Sachentscheidung)
    - Artikel 12 (Gerichtliche Anordnungen und Abhilfemaßnahmen)
    - Artikel 13 (Anwendungsbedingungen, Schutzvorschriften und alternative Maßnahmen)
    - Artikel 14 (Schadensersatz)
    - Artikel 15 (Veröffentlichung von Gerichtsentscheidungen)
- KAPITEL IV (Sanktionen, Berichterstattung und Schlussbestimmungen)
  - Artikel 16 (Sanktionen bei Nichteinhaltung dieser Richtlinie)
  - Artikel 17 (Informationsaustausch und Korrespondenzstellen)
  - Artikel 18 (Berichte)
  - Artikel 19 (Umsetzung)
  - Artikel 20 (Inkrafttreten)
  - Artikel 21 (Adressaten)

## Umsetzung der Richtlinie
Die Richtlinie war gemäß Artikel 19 der Richtlinie (EU) 2016/943 bis zum 9. Juni 2018 in nationales Recht umzusetzen.

### Deutschland
In Deutschland war der Geheimnisschutz in den §§ 17–19 des Gesetzes gegen den unlauteren Wettbewerb geregelt. Da die Richtlinie nicht bis zum 9. Juni 2018 umgesetzt worden war, galt sie seitdem in Deutschland unmittelbar. Am 26. April 2019 trat dann das Gesetz zum Schutz von Geschäftsgeheimnissen (GeschGehG) in Kraft.

### Österreich
In Österreich wurden die Vorgaben der Richtlinie insbesondere in das bereits seit 1984 bestehende Bundesgesetz gegen den unlauteren Wettbewerb integriert. Der Rechtsschutz in Österreich in Bezug auf den Schutz von Geschäftsgeheimnissen wird als lückenhaft bezeichnet.